# Smith & Thell

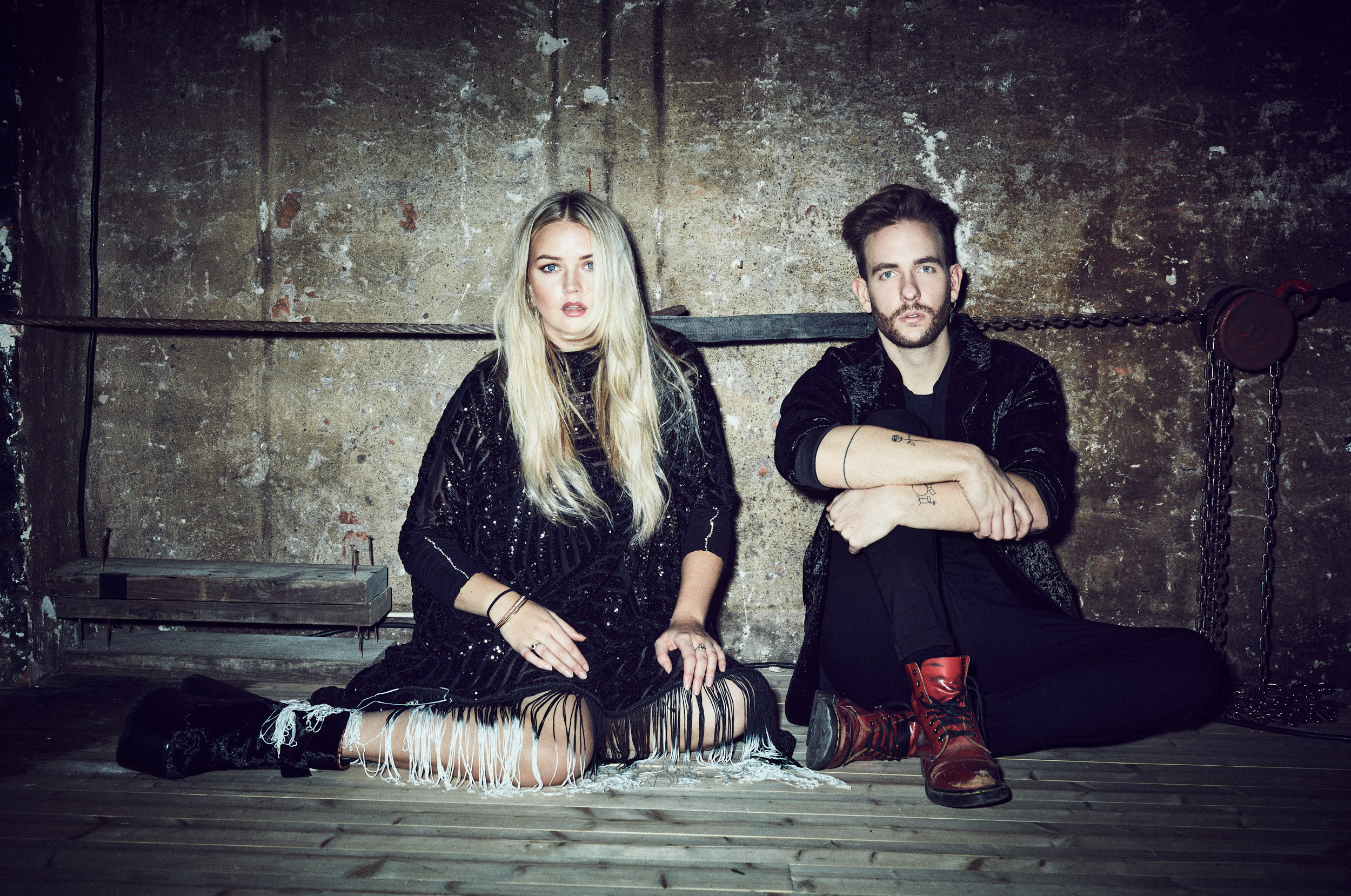
Smith & Thell, 2020

Smith & Thell ist ein schwedisches Pop/Folk-Duo, das aus den beiden Sängern und Songwritern Maria Jane Smith und Victor Thell besteht.

## Geschichte
Maria Smith und Victor Thell lernten sich als Teenager an einem lokalen Musik-Event in ihrer Heimatstadt Helsingborg kennen und machen seither zusammen Musik.
Im Mai 2012 veröffentlichten sie unter dem Namen Smith & Thell ihre Debütsingle Kill It with Love. Im selben Jahr hatten sie ihre ersten Auftritte in ganz Schweden. 
Es folgten weitere Veröffentlichungen, ehe sie im Sommer 2016 erstmals im Schwedischen Fernsehen bei Allsång på Skansen und Lotta på Liseberg zu sehen waren.
Den ersten großen Durchbruch hatte die Band im November 2018 mit der Veröffentlichung von Forgive Me Friend. Der Song wurde seither über 100 Millionen Mal gestreamt und erhielt in Schweden den Platin-Status und den Gold-Status in Norwegen. Der Song platzierte sich in den schwedischen und polnischen Charts.
Auch in den Jahren 2019 und 2022 hatten Smith & Thell große Erfolge in den schwedischen Charts. Unter anderem hielten sich die Songs Hotel Walls und Goliath lange Zeit in den Svensktoppen.
Smith & Thell arbeiten auch als Songwriter zusammen. Sie waren bereits an mehreren Beiträge zum schwedischen Vorentscheid für den Eurovision Song Contest, dem Melodifestivalen beteiligt. Unter anderem haben sie den Song Human von Oscar Zia geschrieben, der beim Melodifestivalen 2016 den 2. Platz belegte. Beim Melodifestivalen 2024 sind sie am Song Back to my Roots von Jay Smith als Songwriter beteiligt.

## Mitglieder
- Maria Jane Smith (* 22. August 1990 in Kristianstad) ist eine schwedische Sängerin und Songwriterin. Sie ist die Halbschwester von Idol-Gewinner Jay Smith.
- Victor Thell (* 16. März 1991 in Helsingborg) ist ein schwedischer Sänger und Songwriter. Er war bereits an mehreren Songs von internationalen Künstlern wie Anastacia, Ava Max, Jennifer Lopez und Sunrise Avenue als Songwriter beteiligt.[2]

## Diskografie

### Studioalben
| Jahr | Titel           | Höchstplatzierung, Gesamtwochen, AuszeichnungChartplatzierungen (Jahr, Titel, Platzierungen, Wochen, Auszeichnungen, Anmerkungen) | Höchstplatzierung, Gesamtwochen, AuszeichnungChartplatzierungen (Jahr, Titel, Platzierungen, Wochen, Auszeichnungen, Anmerkungen) | Anmerkungen                           |
| Jahr | Titel           | SE | NO | Anmerkungen                           |
| ---- | --------------- | --- | --- | ------------------------------------- |
| 2021 | Pixie’s Parasol | SE3 (83 Wo.)SE | NO— GoldNO | Erstveröffentlichung: 5. Februar 2021 |

### EPs
- 2018: Telephone Wires

### Singles
| Jahr | Titel Album                       | Höchstplatzierung, Gesamtwochen, AuszeichnungChartplatzierungen (Jahr, Titel, Album, Platzierungen, Wochen, Auszeichnungen, Anmerkungen) | Höchstplatzierung, Gesamtwochen, AuszeichnungChartplatzierungen (Jahr, Titel, Album, Platzierungen, Wochen, Auszeichnungen, Anmerkungen) | Anmerkungen                                                     |
| Jahr | Titel Album                       | SE | NO | Anmerkungen                                                     |
| ---- | --------------------------------- | --- | --- | --------------------------------------------------------------- |
| 2018 | Forgive Me Friend Pixie’s Parasol | SE7 ×4Vierfachplatin · (42 Wo.)SE | NO— PlatinNO | Erstveröffentlichung: 10. August 2018 feat. Swedish Jam Factory |
| 2019 | Hotel Walls Pixie’s Parasol       | SE21 ×2Doppelplatin · (23 Wo.)SE | NO25 ×3Dreifachplatin · (9 Wo.)NO | Erstveröffentlichung: 19. Juli 2019                             |
| 2020 | Goliath Pixie’s Parasol           | SE37 ×2Doppelplatin · (39 Wo.)SE | — | Erstveröffentlichung: 7. Februar 2020                           |
| 2020 | Year of the Young Pixie’s Parasol | SE58 Platin · (13 Wo.)SE | — | Erstveröffentlichung: 14. August 2020                           |
| 2021 | Nangilima Pixie’s Parasol         | SE52 Platin · (4 Wo.)SE | — | Erstveröffentlichung: 18. Juni 2021                             |

Weitere Singles
- 2012: Kill It with Love
- 2014: Hippie Van
- 2015: Statue (SE: Gold)[4]
- 2016: Row
- 2017: February
- 2017: Toast (SE: Platin)[5]
- 2018: Dumb
- 2021: Radioactive Rain
- 2021: Pixie’s Parasol
- 2022: Planet Mars
- 2022: I Wanna Dance with Somebody
- 2022: I Feel It in the Wind
- 2023: We Were in Love

## Auszeichnungen für Musikverkäufe
| Goldene Schallplatte - Polen - 2021: für die Single Hotel Walls Platin-Schallplatte - Polen - 2020: für die Single Forgive Me Friend |

Anmerkung: Auszeichnungen in Ländern aus den Charttabellen bzw. Chartboxen sind in ebendiesen zu finden.
| Land/RegionAuszeichnungen für Musikverkäufe (Land/Region, Auszeichnungen, Verkäufe, Quellen) | Gold     | Platin       | Verkäufe | Quellen              |
| -------------------------------------------------------------------------------------------- | -------- | ------------ | -------- | -------------------- |
| Norwegen (IFPI)                                                                              | Gold1    | 4× Platin4   | 250.000  | ifpi.no              |
| Polen (ZPAV)                                                                                 | Gold1    | Platin1      | 30.000   | olis.pl              |
| Schweden (IFPI)                                                                              | Gold1    | 11× Platin11 | 900.000  | sverigetopplistan.se |
| Insgesamt                                                                                    | 3× Gold3 | 16× Platin16 |          |                      |